# Solco
Il solco è un'apertura lunga e stretta, più o meno diritta e profonda, prodotta nel terreno con attrezzi, ad esempio l'aratro, mono o bi-vomere, o dall'acqua per il fenomeno dell'erosione.

Lo scopo primario del solco, fin dalla storia dell'agricoltura, è quello di permettere la semina, rompendo il suolo, rovesciando le zolle e favorendo così la copertura di erbe nocive e infestanti.

## Il solco dritto
Si registrano in molte realtà a carattere prevalentemente agricolo alcune consuetudini circa il periodo ideale per rompere la terra, ad esempio in rapporto alle fasi lunari, sia per quanto riguarda il modo migliore per effettuare tali operazioni. A tali consuetudini, prevalentemente tramandate oralmente, si sovrappongono alcune forme di devozione religiosa, che in alcuni casi si tramandano ancora oggi (si veda gara del solco). Alcune di esse prevedono la tracciatura di uno o più solchi, in alcuni casi di notte, che devono avere determinate caratteristiche. La distanza e la perfetta esecuzione del solco costituivano in passato, oltre ad una sfida tra gli esecutori, anche un'indicazione (auspicio) sull'andamento dell'annata agraria.
In tempi recenti, grazie alla progressiva riscoperta delle tradizioni e del folclore locale italiano, alcuni studi storico-scientifici sono stati iniziati su questo argomento, permettendo agli esperti di storia locale di scambiare preziose informazioni in alcuni convegni dedicati a questo tipo di tradizione.